# 阿瑟爾斯坦鎮區 (堪薩斯州克萊縣)
阿瑟爾斯坦鎮區（英語：Athelstane Township）是位於美國堪薩斯州克萊縣的一個行政鎮區。

## 地方資料
阿瑟爾斯坦鎮區的面積為93.43平方千米，當中陸地面積為93.40平方千米，而水域面積為0.03平方千米。根據2000年美國人口普查的數據，當地共有人口144人，而人口密度為每平方千米1.54人。

## 外部連結
- US-Counties.com
- City-Data.com （页面存档备份，存于）